# Aidia racemosa
Aidia racemosa là một loài thực vật có hoa trong họ Thiến thảo. Loài này được (Cav.) Tirveng. mô tả khoa học đầu tiên năm 1983.